# La Lloja
La Lloja (auch nur: Lloja) ist eine Ortschaft im Departamento La Paz im südamerikanischen Andenstaat Bolivien.

## Lage im Nahraum
La Lloja liegt in der Provinz Loayza und ist der drittgrößte Ort im Cantón Asiento Araca im Municipio Cairoma. Die Ortschaft liegt auf einer Höhe von 2272 m in einem der westlichen Täler der Cordillera Quimsa Cruz am Río Lloja, der hier in nordwestlicher Richtung fließt und flussabwärts in den Río de la Paz mündet.

## Geographie
La Lloja liegt zwischen dem bolivianischen Altiplano im Westen und dem Amazonas-Tiefland im Osten. Die Region weist ein typisches Tageszeitenklima auf, bei dem die mittleren Temperaturunterschiede zwischen Tag und Nacht größer sind als die Temperaturunterschiede zwischen den Jahreszeiten.
Die mittlere Durchschnittstemperatur der Region liegt bei etwa 17 °C und schwankt zwischen 14 °C im Juni/Juli und 19 °C im November/Dezember (siehe Klimadiagramm Khola). Der Jahresniederschlag liegt bei 650 mm, mit einer ausgeprägten Trockenzeit von April bis August, und Monatsniederschlägen von mehr als 100 mm von Dezember bis Februar.

## Verkehrsnetz
La Lloja liegt in einer Entfernung von 204 Straßenkilometern südöstlich von La Paz, der Hauptstadt des gleichnamigen Departamentos.
Von La Paz aus führt eine Landstraße entlang des Río de la Paz über die Zona Sur und Mecapaca nach Südosten. Nach etwa 98 Kilometern wird der Río de la Paz auf einer Höhe von 1710 m verlassen, die Straße steigt nun an und erreicht Viloco nach weiteren 55 Kilometern. Von Viloco aus führt eine Nebenstraße nach Westen in das neun Kilometer entfernte Collpani und weiter nach Norden über Machacamarca Baja nach Asiento Araca. Von dort aus führt die Straße nach Nordwesten, überquert den Río Molini Jahuira und erreicht nach drei Kilometern Cebada Pata. Von hier aus sind es noch einmal zwölf Kilometer nach Norden bis Sumiraya und dann in zahlreichen Serpentinen hinab nach La Lloja.

## Bevölkerung
Die Einwohnerzahl der Ortschaft ist in dem Jahrzehnt zwischen den beiden letzten Volkszählungen auf fast das Doppelte angestiegen:
| Jahr | Einwohner         | Quelle       |
| ---- | ----------------- | ------------ |
| 1992 | keine Detaildaten | Volkszählung |
| 2001 | 290               | Volkszählung |
| 2012 | 565               | Volkszählung |
| 2024 |                   | Volkszählung |